# Teneriffiidae
Teneriffiidae zijn  een familie van mijten. Bij de familie zijn 5 geslachten met circa 20  soorten ingedeeld.